# 英皇駿景酒店

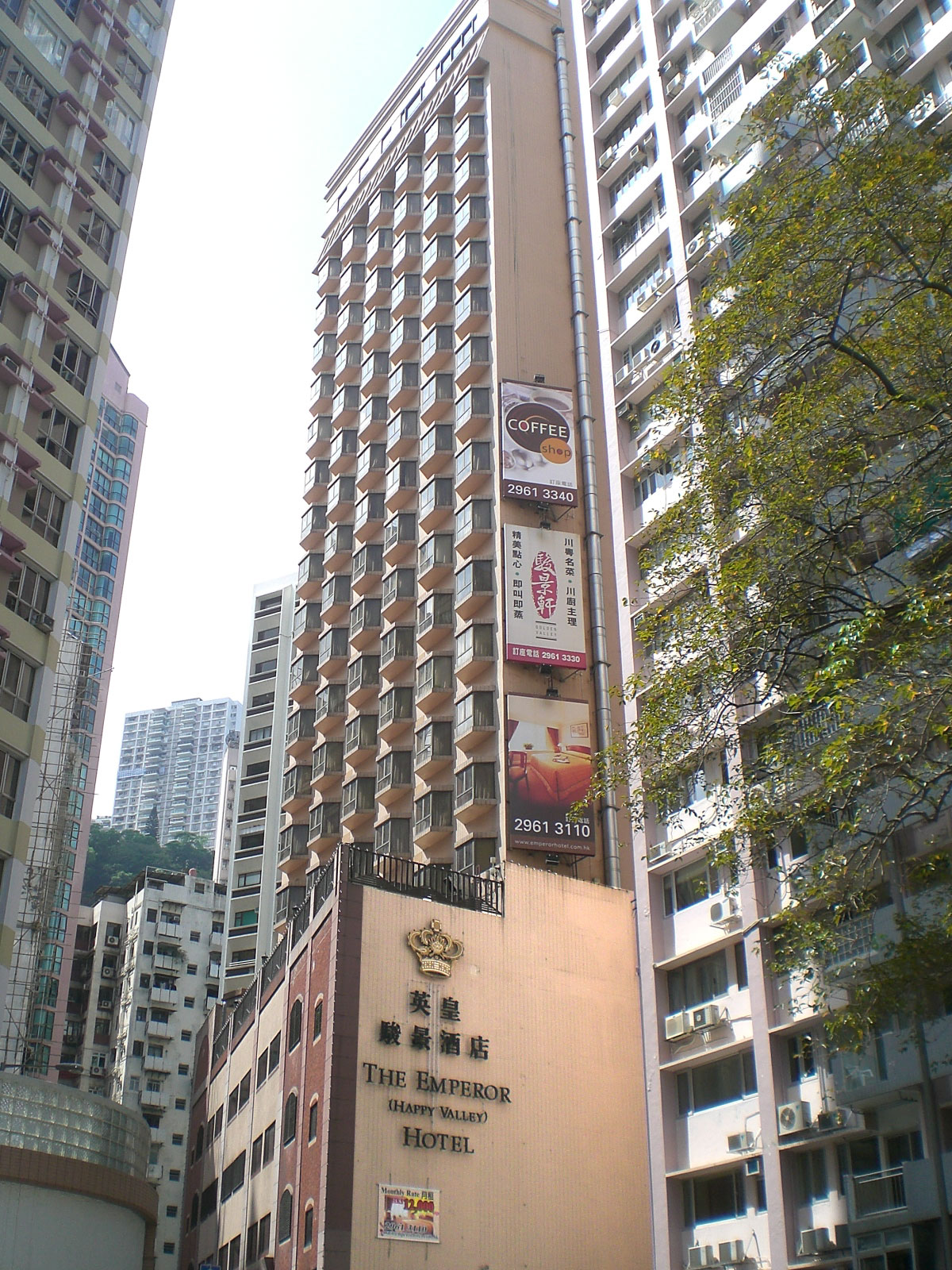
跑馬地舊址於1995年開幕，到2017年搬遷至灣仔，原址重建成33層高的服務式住宅項目，命名為「One Jardine's Lookout」

英皇駿景酒店（英語：The Emperor Hotel），為香港的酒店，於1995年開幕，原址位於香港香港島跑馬地宏德街1號，鄰近電車跑馬地總站，曾為跑馬地區內唯一一所三星級酒店，到2017年底已搬遷至灣仔皇后大道東373號，共有299間客房。

## 搬遷
2007年，英皇國際有意重建該酒店為住宅，但圖則不獲建築事務監督批准，現時正入稟高院申請司法覆核。
2011年，英皇國際成功投得灣仔皇后大道東酒店地皮（原香港工商師範學院，香港教育大學前身），其執行董事表示地皮將為「英皇駿景酒店」新址，而跑馬地舊址投資約6億港元重建為33層高的服務式住宅項目，提供260個單位，以實用面積約200方呎迷你單位為主，屋苑命名為「One Jardine's Lookout」，在2024年開售。

## 酒店設施
- 戶外花園
- 健身室
- 停車場

## 餐廳
- 駿景軒（川粵菜廳）
- Monkey Cafe[6]
- The Crown

## 交通
- 穿梭巴士

## 參看
- 香港酒店列表
- 澳門英皇娛樂酒店
- 英皇娛樂酒店有限公司

## 外部連結
- 英皇駿景酒店 （页面存档备份，存于）